# NK Zmaj Komiža
NK Zmaj, hrvatski nogometni iz Komiže.

## Povijest
Osnovan je 1921. godine. J. Borčić bio je prvi predsjednik ovog otočkog kluba. Zmaj se natjecao u otočkim prvenstvima.